# Danny Ward
Daniel Ward (sinh ngày 22 tháng 6 năm 1993) là một cầu thủ bóng đá chuyên nghiệp người xứ Wales hiện thi đấu ở vị trí thủ môn cho câu lạc bộ Leicester City tại Premier League và đội tuyển quốc gia Wales.

## Danh hiệu
Liverpool
- UEFA Europa League á quân: 2015–16[4]

Huddersfield Town
- Vòng play-off EFL Championship: 2017[5]

Leicester City
- EFL Championship: 2023–24[6]
- FA Cup: 2020–21[7]
- FA Community Shield: 2021[8]